# BMW ICOM
BMW ICOM (розшифровується як Integrated Communication Optical Module) це діагностичний комплекс, призначений для здійснення діагностики автомобілів, програмування і кодування ЕБУ (електронних блоків управління) всього модельного ряду BMW (і навіть нові автомашини BMW F-серії).
Нові версії автосканеру BMW ICOM можуть оснащуватися бездротовими модулями Wi-Fi в двох варіаціях - внутрішньої і зовнішньої. Внутрішній модуль встановлюється безпосередньо в корпус діагностичного приладу і не заважає експлуатації. Зовнішній же варіант значно дешевше, але є додатковим адаптером, який необхідно підключити відразу до двох портів - USB і Ethernet.
BMW ICOM (Integrated Communication Optical Module) - діагностичний комплекс, призначений для здійснення діагностики автомобілів, програмування і кодування електронних блоків управління всього модельного ряду BMW, включаючи F-серію.
ICOM модуль прийшов на заміну застарілим моделям автосканером BMW OPS / OPPS і GT1. За допомогою BMW ICOM стало можливим виробляти абсолютно всі операції з програмування та кодування ЕБУ (електронних блоків управління) в автомобілях BMW в рази швидше, ніж застарілим сканером OPS / OPPS.
Інтерфейс BMW ICOM А - підтримує протоколи MOST, D-CAN, K-CAN.
Інтерфейс BMW ICOM В - діагностика здійснюється по шині MOST. Можливе підключення до інтерфейсу А за допомогою USB.
Інтерфейс BMW ICOM С - 20-ти контактний кабель для діагностики старих моделей.

## Функціонал автосканера BMW ICOM A
- Читання і видалення кодів помилок.
- Управління виконавчими механізмами.
- Кодування та адаптації блоків управління.
- Можливість скидання інтервалу заміни масла.
- Програмування блоків управління.

## BMW ICOM A + B + C відмінність
Сумісне програмне забезпечення:
- ISTA-P - дилерську програмне забезпечення з широким функціоналом.
- ISTA-D Rheingold - дилерську програмне забезпечення з широким функціоналом.
- WinKFP - програмне забезпечення для прошивки блоків.
- NCSExpert - підтримка тільки E-серії: кодування блоків управління, можливість зміни комплектації автомобіля.
- INPA - діагностика, адаптація, читання даних з датчиків, активація виконавчих механізмів.
- E-sys - підтримка F-серії: кодування блоків управління, прошивка.

## Як підключити модуль ICOM B до автомобіля?
З'єднайте USB-порт модуля ICOM B з основним USB-інтерфейсом сканера ICOM.
Відкрийте кришку оптичного з'єднувача модуля I COM B і підключіть його до гнізда оптичної шини MOST автомобіля.
Наприклад, на серії E92 цей роз'єм розташований трохи правіше від заглушки діагностичного роз'єму подзамком рульової колонки (необхідно зняти пластикову заглушку чорного кольору).
І ось він - оптичний роз'єм, зніміть кришку з об'єктива перед підключенням. Розташування роз'ємів можна знайти в програмі ISTA, воно залежить від моделі автомобіля, що діагностується.

## Що означають сигнали світлодіодних індикаторів модуля ICOM B?
На корпусі модуля ICOM B є два двоколірних (зелений і червоний, одночасне включення зеленого і червоного індикатора = жовтий) світлодіодних індикатора. Режим роботи зазначених індикаторів інформує та попереджає Вас.
Двоколірний світлодіодний індикатор SYSTEM має наступні режими роботи:
- Викл - харчування на модуль не подається.
- Жовтий - проводиться ініціалізація ICOM B.
- Червоний миготливий - помилка при ініціалізації / завантаженні.
- Зелений - готовий до роботи.
- Зелений миготливий - обмін даними.

Двоколірний світлодіодний індикатор Most інформує про режим обміну даними з шиною Most Ethernet:
- Викл - світловий пучок в Most відсутня.
- Червоний - світловий пучок не заблокований.
- Зелений - стійка блокування.
- Жовтий - нестійка блокування.